# Autostrada A103 (Niemcy)
Autostrada federalna A103 (niem. Bundesautobahn 103 (BAB 103), także niem. Autobahn 103 (A103)) – autostrada federalna w Niemczech prowadząca w całości po terenie Berlina i jest połączeniem Ronda Steglickiego z autostradową obwodnicą śródmiejską Berlina, autostradą A100 na węźle Kreuz Schöneberg.
A103 zwana jest również Westtangente Süd oraz Abzweig Schöneberg. Dawniej nosiła nazwę Abzweig Zehlendorf.
Niezrealizowane przedłużenie trasy na północ, w kierunku dzielnicy Tiergarten, miało przebiegać m.in. w sąsiedztwie stacji Gleisdreieck berlińskiego metra.
15 maja 2019 roku rada okręgu Tempelhof-Schöneberg przegłosowała projekt likwidacji autostrady. Efektem przeprowadzonych prac miałoby być zwężenie sześciopasowej drogi do postaci czteropasowej (droga dwujezdniowa o dwóch pasach ruchu w każdą stronę) oraz wykorzystanie terenu istniejącej arterii w celach usługowo-mieszkalnych. Jednym z powodów likwidacji trasy miałoby być jej znikome wykorzystanie.